# Gornji Vinjani
Gornji Vinjani – wieś w Chorwacji, w żupanii splicko-dalmatyńskiej, w mieście Imotski. W 2011 roku liczyła 1422 mieszkańców.